# Роккавиньяле
Роккавиньяле (итал. Roccavignale) — коммуна в Италии, располагается в регионе Лигурия, в провинции Савона.
Население составляет 752 человека (2008 г.), плотность населения составляет 43 чел./км². Занимает площадь 17 км². Почтовый индекс — 17010. Телефонный код — 019.

## Демография
Динамика населения:

## Администрация коммуны
- Официальный сайт: